# Rhyparus suturalis
Rhyparus suturalis är en skalbaggsart som beskrevs av Schmidt 1911. Rhyparus suturalis ingår i släktet Rhyparus och familjen Aphodiidae. Inga underarter finns listade i Catalogue of Life.